# Anoploderomorpha excavata
Anoploderomorpha excavata es una especie de escarabajo longicornio del género Anoploderomorpha, tribu Lepturini, subfamilia Lepturinae. Fue descrita científicamente por Bates en 1884.
El período de vuelo de la especie se presenta durante los meses de mayo, junio, julio y agosto.

## Descripción
Mide 8-14 milímetros de longitud.

## Distribución
Se distribuye por China y Japón.